# Frank Baumgartl
Frank Baumgartl (n. 29 mai 1955, Bad Schlema, Saxonia, Germania – d. 26 august 2010, Como, Lombardia, Italia) a fost un atlet ce a reprezentat Germania, medaliat olimpic. A participat la o ediție a Jocurilor Olimpice (1976) în care a câștigat medalia de bronz în proba de 3000 m obstacole.

## Palmares
| An   | Competiție                      | Locație              | Loc | Eveniment        | Note    |
| ---- | ------------------------------- | -------------------- | --- | ---------------- | ------- |
| 1973 | Campionatul European de Juniori | Duisburg, Germania   | 1   | 2000 m obstacole | 5:28,14 |
| 1975 | Campionatul Mondial de Cros     | Rabat, Maroc         | 66  | 12 km            |         |
| 1975 | Cupa Europei                    | Nisa, Franța         | 2   | 3000 m obstacole | 8:17,6  |
| 1976 | Jocurile Olimpice               | Montréal, Canada     | 3   | 3000 m obstacole | 8:10,36 |
| 1977 | Cupa Europei                    | Helsinki, Finlanda   | 2   | 3000 m obstacole | 8:31,53 |
| 1977 | Cupa Mondială                   | Düsseldorf, Germania | 5   | 3000 m obstacole | 8:26,4  |